# Sloboda Serebrianaïa
La Sloboda Serebrianaïa (Серебряная слобода) est l'une des slobodas (faubourg marchand) de l'ancienne Moscou. Elle a existé du XVe siècle au XVIIIe siècle dans les limites de l'actuel quartier de la Taganka. Cette zone est aujourd'hui inscrite au patrimoine protégé.

## Histoire
La sloboda Serebrianaïa (d'argent) se trouvait à l'emplacement des actuels berge Serebrianitcheskaïa et chemin Serebrianitcheski. Ce faubourg formé au XVe siècle abritait les maîtres artisans de la cour d'argent; il était parfois appelé le faubourg de la Trinité, d'après l'église du même nom. Après la fusion de cette sloboda avec Moscou, l'église de la Trinité a longtemps été appelée « celle des Starye Sereberianiki » (anciens argentiers) ou « celle des maîtres monétaires ». Selon les documents subsistants, l'église en 1620 était en bois, et en 1657 elle a été reconstruite en pierre.
Le coulage de l'argent s'est développé en Russie depuis l'Antiquité. Comme beaucoup d'autres artisanats de l'ancienne Russie, il s'est interrompu pendant l'invasion mongolo-tatare. À Moscou, cet artisanat s'est relancé au XIVe siècle, et bientôt les orfèvres de Moscou ont acquis une grande renommée. Il y avait un droit spécial sur la fonte d'argent, mentionné en particulier dans la charte spirituelle du prince Vladimir Andreïevitch le Brave (1353-1410), écrite au début du XVe siècle.
Au XVIIe siècle, les orfèvres étaient sous l'autorité de l'Ordre d'Argent, qui était chargé de fabriquer l'argenterie pour la cour. Dans le même temps, certains des artisans qui vivaient dans la sloboda étaient des salariés libres et certains recevaient des salaires régulier du souverain.

## Source de la traduction
- (ru) Cet article est partiellement ou en totalité issu de l’article de Wikipédia en russe intitulé « Серебряная слобода » (voir la liste des auteurs).